# 云吉山站
雲吉山站（：／ Ungilsan yeok */?）是京義·中央線沿線的一座高架車站，位於韓國京畿道南楊州市鳥安面鎮中里。本站前身為陵內站，站名源自鄰近的雲吉山。車站位於兩水鐵橋附近。

## 車站結構
站體為2面4線雙島式月台的高架車站，候車月台設有月台幕門。

### 月台配置
| ↑ 八堂          |
| ４３ \| ２１ \| |
| 兩水 ↓          |

| 月台 | 路線                   | 目的地                     |
| ---- | ---------------------- | -------------------------- |
| 1、2 | ●首都圈電鐵京義·中央線 | 菊秀、楊平、龍門、砥平方向 |
| 3、4 | ●首都圈電鐵京義·中央線 | 八堂、德沼、回基、文山方向 |

## 历史
- 2008年12月29日：开始使用。

## 车站周边
- 云吉山

## 相鄰車站
韓國鐵道公社
●首都圈電鐵京義·中央線
中央線緩行
八堂（K128）－雲吉山（K129）－兩水（K130）